# Assistep

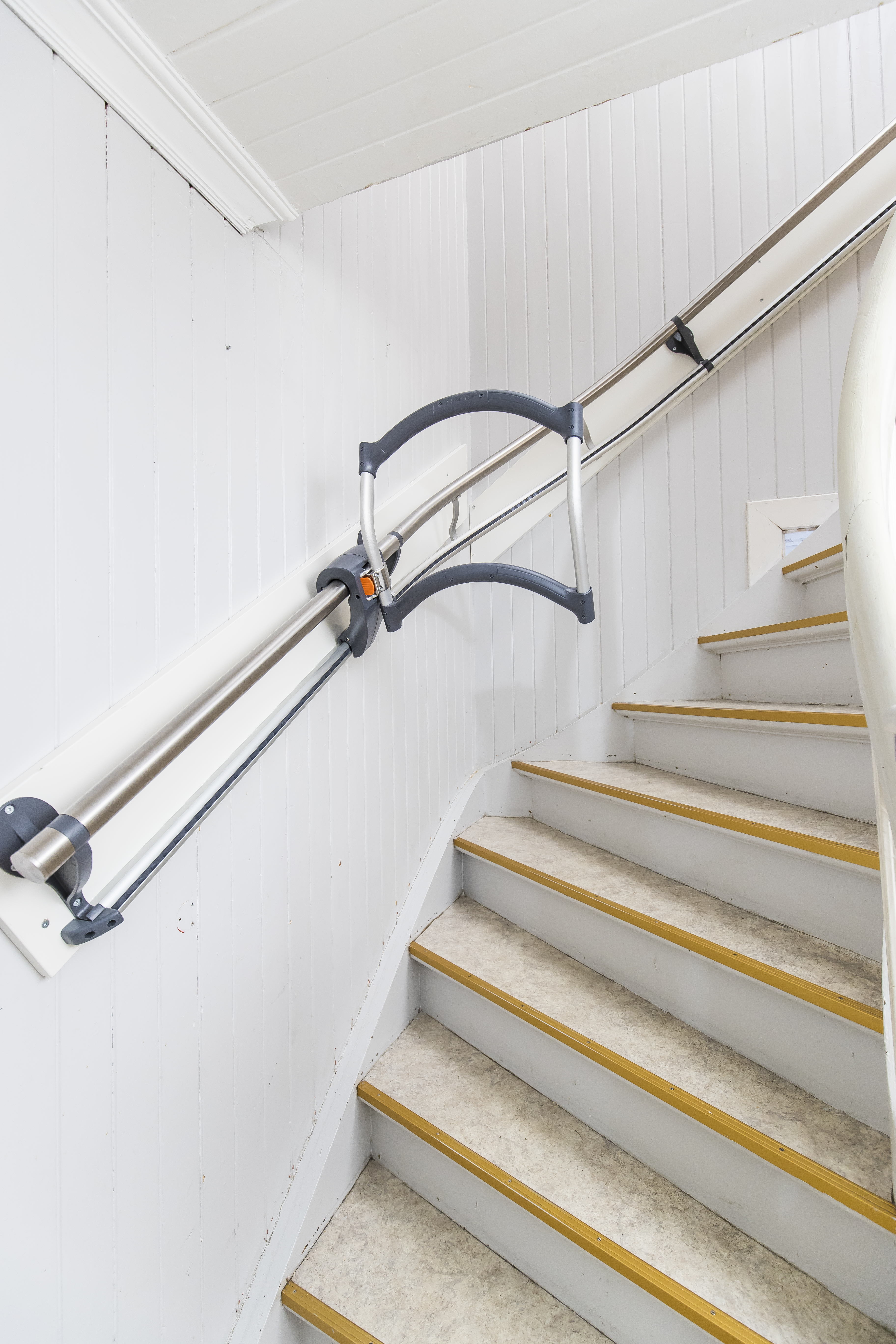
La rampe et la poignée AssiStep

AssiStep (Assitech AS) est un dispositif d’accessibilité qui permet aux personnes à mobilité réduite de monter les escaliers et de les descendre. Il est constitué d’une rampe fixée au mur à laquelle est attachée une poignée. Pour avancer, on soulève la poignée. Elle se bloque lorsqu’une légère pression vers le bas est exercée, ce qui permet de sécuriser l’utilisateur.

## Utilisation
L’utilisateur est soutenu grâce à la poignée. Il la soulève manuellement au moment de la montée ou de la descente des escaliers. AssiStep est une solution entièrement mécanique, l’utilisateur monte à son propre rythme. Le mécanisme de blocage s’active dès que l’utilisateur ne soulève plus la poignée. Une fois en haut ou en bas des escaliers, la poignée peut être repliée contre le mur.
L’aide escalier est conçu pour des personnes mesurant entre 120 cm et 200 cm, il peut supporter jusqu’à 120 kg. Il n’y a pas de limite d’âge spécifique, mais l’utilisateur doit être capable de se tenir debout et de respecter les critères poids/taille.
La rampe est une rampe standard de 4,2 cm de diamètre qui dépasse du mur de 9,6 cm. En position dépliée, la poignée est à 45,6 cm du mur.

## Développement
AssiStep est une innovation norvégienne développée par des anciens étudiants de l'université norvégienne de sciences et de technologies (NTNU), en coopération avec l'union norvégienne des malades de Parkinson et l'école d'ergothérapie de Trondheim (aujourd'hui NTNU). Une plateforme de financement participatif a permis de lever 2 millions de couronnes norvégiennes.
Le produit a remporté plusieurs distinctions
- Le prix du meilleur projet collaboratif nordique dans le cadre du concours Nordic Independent Living Challenge organisé par le conseil nordique, pour sa réduction des facteurs de chute[6].
- La nomination au prix de la meilleure innovation nordique[7].
- Le SilverEco and Ageing Well International Awards, concours supporté par le ministère de la Santé et le ministère de l'Economie qui récompense la meilleure innovation relevant de la silver économie.

## Certifications
AssiStep a été testé et certifié par l’entreprise allemande TÜV, une organisation travaillant à la validation de tout type de produits. Il respecte les normes de sécurité techniques EN ISO 12182:2012 (aide à la mobilité pour les personnes âgées) et EN ISO 14971:2012 (appareils médicaux).